# Refugios del Pirineo aragonés

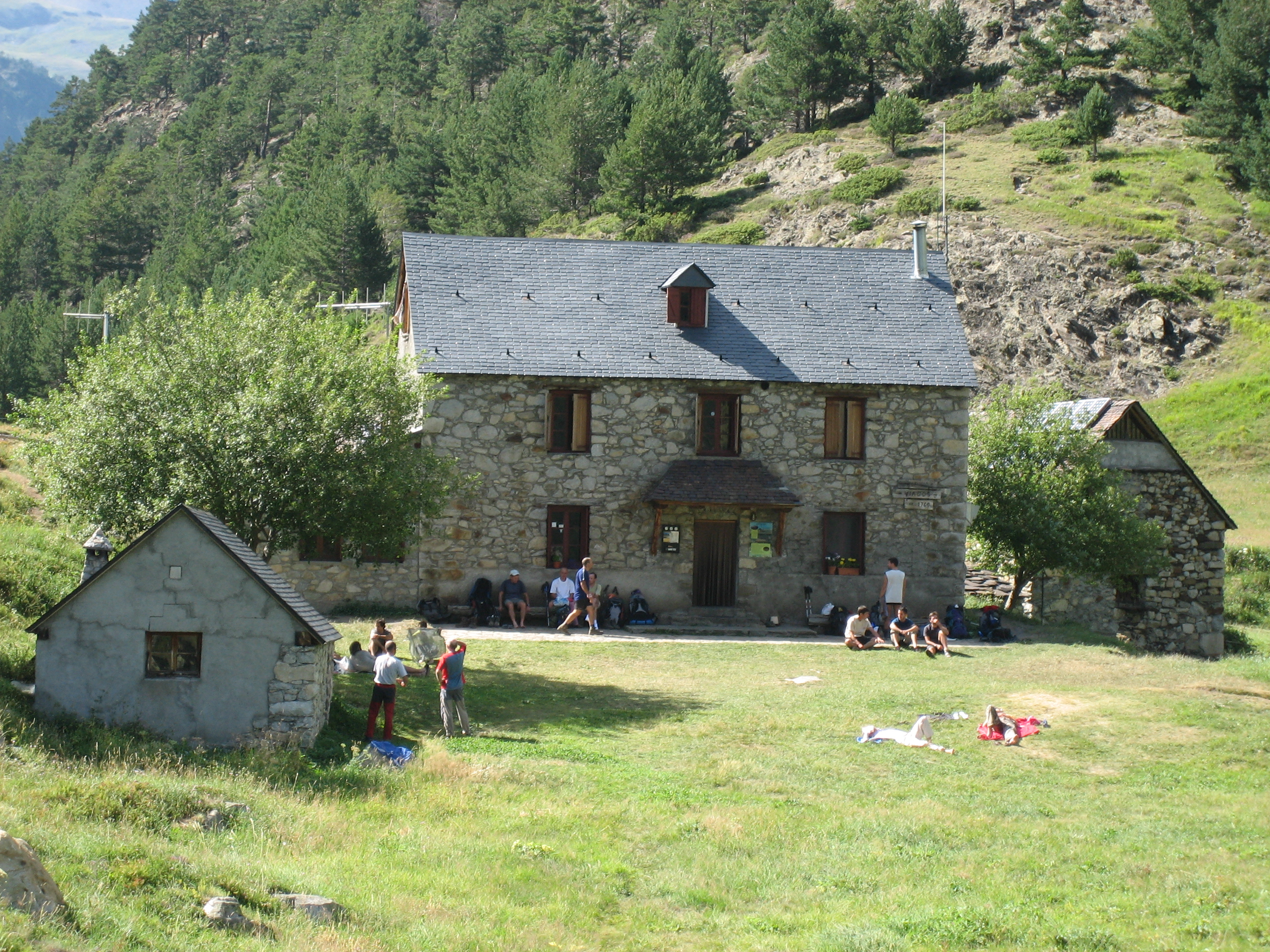
Refugio de Viadós, Huesca

Los refugios del Pirineo aragonés son refugios y cabañas dirigidos al excursionismo y que ofrecen cobijo a la gente que anda por la montaña. En general están situados en parajes solitarios y a menudo en lugares naturales privilegiados. El Consejo del Gobierno de Aragón gestiona la mejora de muchos de estos refugios, y se encarga de su mantenimiento y recientemente ha aprobado un tercer plan de refugios de montaña.
En algunos casos, los antiguos hospitales de montaña (en francés hospices) se consideran antecedentes inmediatos de los actuales refugios guardados; eran sólidas construcciones que se hacían muy cerca de algunos puertos de montaña que se utilizaban como vías de comunicación entre los valles. Estos hospitales hacían tareas destacadas, daban cobijo y alimento a los viajeros fatigados y a los que recurrían a pie el Pirineo tanto por motivos religiosos como comerciales. El más importante en la Aragón es el Hospital de Benasque a pesar de que hace pocos años fue en buena parte convertido en un hotel.
Hay que señalar una fecha, el 1910, cuando Juli Soler y Santaló proporcionó a los visitantes del Aneto y la Maladeta un cobijo en condiciones (la Villa Maladeta), que evolucionó hasta convertirse en 1916 en el actual refugio de la Renclusa, hoy en día muy modernizado.
Los refugios pueden ser muy diversos en su categoría como alojamiento. Varían desde simples cabañas de pastores no guardadas sin ningún servicio hasta hoteles con servicio de restaurante en los casos más lujosos.

| Refugio                   | Altura | Comarca      | Coordenadas geográficas                                |
| ------------------------- | ------ | ------------ | ------------------------------------------------------ |
| Aigüeta de la Bal         | 2000 m | Ribagorza    | 42°36′34″N 0°27′17.42″E / 42.60944, 0.4548389          |
| Alfonso XIII              | 2140 m | Alto Gállego | 42°48′47.92″N 00°17′1.4″O / 42.8133111, -0.283722      |
| Ángel Orús                | 2148 m | Ribagorza    | 42°37′38.79″N 00°27′26.75″E / 42.6274417, 0.4574306    |
| Bachimaña Alto            | 2225 m | Alto Gállego | 42°47′20.44″N 00°13′16″O / 42.7890111, -0.22111        |
| Casa de Piedra            | 1630 m | Alto Gállego | 42°45′45.11″N 0°13′59.59″O / 42.7625306, -0.2332194    |
| Cap de Llauset            | 2425 m | Ribagorza    | 42°35′46.67″N 0°41′6.97″E / 42.5962972, 0.6852694      |
| Cabaña de Botornás        | 2300 m | Sobrarbe     | 42°35′25.91″N 0°40′53.33″E / 42.5905306, 0.6814806     |
| Estós                     | 1895 m | Ribagorza    | 42°40′31.8″N 0°29′6.76″E / 42.675500, 0.4852111        |
| Gabardito                 | 1360 m | Jacetania    | 42°47′14.46″N 0°42′41.98″O / 42.7873500, -0.7116611    |
| Góriz                     | 2200 m | Sobrarbe     | 42°39′47″N 00°00′50″E / 42.66306, 0.01389              |
| Hospital de Benasque      | 1758 m | Ribagorza    | 42°41′02″N 00°36′44″E / 42.68389, 0.61222              |
| Ibones de Bachimaña       | 2220 m | Alto Gállego | 42°46′48″N 00°13′39″O / 42.78000, -0.22750             |
| Lizara                    | 1540 m | Jacetania    | 42°45′50.33″N 0°38′4.6″O / 42.7639806, -0.634611       |
| Pineta                    | 1240 m | Sobrarbe     | 42°39′58.25″N 0°6′13.07″E / 42.6661806, 0.1036306      |
| Plana Canal               | 1740 m | Sobrarbe     | 42°36′01.30″N 00°04′17.73″E / 42.6003611, 0.0715917    |
| Renclusa                  | 2140 m | Ribagorza    | 42°40′9.48″N 0°39′2.73″E / 42.6693000, 0.6507583       |
| Respomuso                 | 2200 m | Alto Gállego | 42°49′1.2″N 0°17′15.45″O / 42.817000, -0.2876250       |
| San Vicenda               | 1720 m | Sobrarbe     | 42°37′07.94″N 00°03′27.18″E / 42.6188722, 0.0575500    |
| Viadós                    | 1760 m | Sobrarbe     | 42°39′38.44″N 0°22′37.9″E / 42.6606778, 0.377194       |
| Barranco Trigoniero       | 2008 m | Sobrarbe     | 42°42′13.54″N 0°14′42.49″E / 42.7037611, 0.2451361     |
| Cabaña del Turmo          | 1755 m | Ribagorza    | 42°40′6.024″N 0°30′29.124″E / 42.66834000, 0.50809000  |
| Puente de Coronas         | 1970 m | Ribagorza    | 42°36′36.972″N 0°37′15.455″E / 42.61027000, 0.62095972 |
| Cabaña de Quillón         | 1785 m | Ribagorza    | 42°37′19.08″N 0°35′26.44″E / 42.6219667, 0.5906778     |
| Angliós                   | 2224 m | Ribagorza    | 42°35′24.75″N 0°42′33.61″E / 42.5902083, 0.7093361     |
| Barrosa                   | 1746 m | Sobrarbe     | 42°42′16.09″N 0°9′25.3″E / 42.7044694, 0.157028        |
| Bujaruelo                 | 1337 m | Sobrarbe     | 42°41′40.15″N 0°6′25.19″O / 42.6944861, -0.1069972     |
| Linza                     | 1330 m | Jacetania    | 42°53′54″N 0°47′58″O / 42.89833, -0.79944              |
| Cabaña de Tusalet         | 2086 m | Ribagorza    | 42°36′47.124″N 0°27′4.571″E / 42.61309000, 0.45126972  |
| Armeña                    | 1827 m | Ribagorza    | 42°31′26.64″N 0°20′48.62″E / 42.5240667, 0.3468389     |
| Cabaña de Literola        | 2020 m | Ribagorza    | 42°40′10.34″N 0°33′13.54″E / 42.6695389, 0.5537611     |
| Tucarroya                 | 2666 m | Sobrarbe     | 42°41′51.36″N 0°2′24.4″E / 42.6976000, 0.040111        |
| Pla d'Están               | 1844 m | Ribagorza    | 42°40′50.18″N 0°38′36.28″E / 42.6806056, 0.6434111     |
| Pepe Garcés               | 1600 m | Jacetania    | 42°47′14.83″N 0°31′54.45″O / 42.7874528, -0.5317917    |
| Refugio de Piedra         | 1990 m | Ribagorza    | 42°40′25.77″N 00°39′24.69″E / 42.6738250, 0.6568583    |
| Cabaña de los Aigualluts  | 1990 m | Ribagorza    | 42°39′55.96″N 00°39′59.01″E / 42.6655444, 0.6663917    |
| Las Planas                | 1545 m | Alto Gállego | 42°42′6.75″N 00°20′47.57″O / 42.7018750, -0.3465472    |
| Telera                    | 1712 m | Alto Gállego | 42°42′36.38″N 00°22′28.10″O / 42.7101056, -0.3744722   |
| Santa Isabel de Saravillo | 1528 m | Ribagorza    | 42°32′12.00″N 00°15′9.00″E / 42.5366667, 0.2525000     |
| Refugio Lavalle           | 1577 m | Ribagorza    | 42°30′46.00″N 00°15′5.00″O / 42.5127778, -0.2513889    |
| Refugio de Santa Orosia   | 1615 m | Ribagorza    | 42°31′4.00″N 00°16′33″O / 42.5177778, -0.27583         |